# Barrio de la Piedad
El Barrio de la Piedad es una localidad de Tultepec al norte del municipio. Está compuesta por 2 secciones: ampliación La Piedad y Barrio la Piedad. En él se encuentran las capillas de La Piedad y del Señor de los Milagros. La Piedad Colinda con los barrios de Jardines de Santa Cruz, Cantera, La Morita, Tepetlixco, El Mirador, Barrio de Guadalupe, Colonia Emiquia, Colonia La Cañada, Colonia México y Barrio de Santa Rita. Además es una de los barrios más antiguos del municipio de Tultepec.
- Datos: Q5721083